# Dirk Van der Auwera
Dirk Van der Auwera  (België, 9 mei 1967), beter bekend onder zijn pseudoniem D'Auwe, is een stripauteur, illustrator, karikaturist en hoofdinspecteur bij de politie.
Hij is vooral bekend voor zijn werk in de stripreeks Rooie Oortjes.

## Biografie
Van der Auwera werkt sinds eind jaren tachtig van de 20e eeuw voor de politie. Daarnaast is hij sinds 2000 actief als striptekenaar. Zijn eerste publicaties waren strips voor organisaties in de gemeente Lier (Het geheim van de Donkkoers (2004), Lier in de ban van Kofi Annan (2004), Lierse dribbelt de Chinese Muur (2005)). Vervolgens werd hij uitgenodigd voor het Stripfestival Knokke-Heist, waar hij benaderd door Uitgeverij De Boemerang. Voor deze uitgeverij tekende Van der Auwera een paar platen voor The Champions en voor Rooie Oortjes Magazine. 
Van 2007 tot en met 2009 maakte Van der Auwera voor het Stripfestival Knokke-Heist een eigen stripverhaal (Knokke-Heist Gestript (2007), Knokke-Heist Dubbel Gestript (2008) en Knokke-Heist: driemaal is scheepsrecht (2009)). In 2009 ontving hij voor zijn verdiensten aan het stripfestival de Stripprijs van de Noordzee: ereprijs Graaf Leopold Lippens.
In 2010 en 2011 tekende hij in de reeks Humor in beroepen twee delen over de politie. Het jaar erop maakte hij Deel 43 in de reeks Rooie Oortjes.
Vanaf 2018 tekende Van der Auwera de stripreeks De avonturen van ridder Dolf, uitgebracht door Pear Productions (Het Hanzecomplot (2018), Het geheime wapen (2019), De hijskoe (2020), De Franse connectie (2023)). Anno 2024 werkt Van der Auwera aan een vijfde deel.
In 2023 won Van der Auwera de themaprijs Politie in de strip van het Stripfestival Knokke-Heist.
In 2024 herstartte de reeks Rooie Oortjes waarvoor Van der Auwera onder meer een zestal covers tekende.